# Вильдон
Вильдон (нем. Wildon) — ярмарочный посёлок в Австрии, ярмарочный посёлок, расположен в федеральной земле Штирия. 
Входит в состав округа Лайбниц.  Население составляет 2385 человек (на 31 декабря 2005 года). Занимает площадь 7,24 км².

## Политическая ситуация
Бургомистр коммуны — Инг. Герхард Зоммер (АНП) по результатам выборов 2005 года.
Совет представителей коммуны (нем. Gemeinderat) состоит из 15 мест.
- АНП занимает 8 мест.
- СДПА занимает 4 места.
- другие: 2 места.
- Зелёные занимают 1 место.